# Gin no Saji: Silver Spoon
Gin no Saji: Silver Spoon (jap. 銀の匙, auch bekannt als Silver Spoon) ist eine Manga-Serie der japanischen Zeichnerin Hiromu Arakawa. Sie erschien zwischen 2011 und 2019 in Japan, wurde in mehrere Sprachen übersetzt und als Anime und Realfilm adaptiert. Die Handlung dreht sich um das Leben von Schülern an einer Agraroberschule in Hokkaidō.

## Inhalt
Yūgo Hachiken (八軒 勇吾) stammt aus Sapporo und will nach der Mittelschule möglichst weit von zu Hause weg. Daher wählt er die Ōezo-Agraroberschule (大蝦夷農業高等学校, Ōezo Nōgyō Kōtō Gakkō) in Yezo, die abgelegen auf dem Land liegt und ein Internat hat.
Die normalen Schulfächer fallen ihm leicht, doch hat er unerwartet viele Praxisstunden, sodass ihm kaum Freizeit bleibt. Die anderen Mitschüler kommen meist aus Bauernfamilien der Region und sind ihm mit ihrem Spezialwissen voraus, die meisten haben im Gegensatz zu ihm bereits Pläne, was sie nach der Schule machen. Dagegen kann er ihnen bei Fächern wie Mathematik helfen. So freundet er sich schnell mit Ichirō Komaba (駒場 一郎), Shinnosuke Aikawa (相川 進之介), Tamako Inada (稲田 多摩子) und Keiji Tokiwa (常盤 恵次) an. Da Hachiken auch einem Klub beitreten muss, entscheidet er sich für den Reitklub. In diesem ist auch seine Mitschülerin Aki Mikage (御影 アキ) aktiv, in die Hachiken sich verliebt.

## Veröffentlichung
Die Serie erscheint seit Mai 2011 im Manga-Magazin Weekly Shōnen Sunday des Verlags Shogakukan in Japan. Die Kapitel wurden auch in bisher 13 Sammelbänden herausgebracht. Die Mangareihe nahm mehrere Pausen ein. Im September 2016 wurde von der Weekly Shōnen Sunday mitgeteilt, dass die Veröffentlichung ab dem 27. September 2016 erneut für unbekannte Zeit pausieren wird.
Eine französische Übersetzung erscheint bei Kurokawa, eine spanische bei Norma Editorial und eine chinesische bei Tong Li. Außerdem wird sie auf Polnisch, Koreanisch und Italienisch veröffentlicht.
Als Vorlage für die im Manga dargestellte Schule dient die Hokkaidō-Obihiro-Agraroberschule in Obihiro aus Arakawas Heimatgegend.

## Anime
Das Studio A-1 Pictures produzierte 2013 eine elfteilige Anime-Adaption des Mangas. Regie führte Tomohiko Itō assistiert von Kotomi Deai, das Charakterdesign entwarf Jun Nakai und als künstlerischer Leiter wurde Sawako Takagi verpflichtet.
Die Fernsehserie mit 11 Folgen wurden vom 12. Juli bis 20. September 2013 kurz nach Mitternacht (und damit am vorigen Fernsehtag) von Fuji TV (noitaminA) in Japan ausgestrahlt. Mit einigen Minuten bis Tagen Verzögerung begann die Ausstrahlung auf anderen Sendern des Networks wie TV Shizuoka, Tōkai TV, Saga TV, TV Nishi-Nippon, Sakurambo TV, Akita TV, Kagoshima TV, TV Kumamoto, Hokkaidō Bunka Hōsō, Fukushima TV, TV Shin-Hiroshima, TV Ehime, Niigata Sōgō TV, Sendai Hōsō, Kansai TV, Iwate Menkui TV und mit knapp einem Monat Versatz Okayama Hōsō. Eine englisch untertitelte Fassung wird von Crunchyroll per Streaming als Simulcast bereitgestellt, eine Fassung mit deutschen Untertiteln wird auf der Plattform MyVideo gestreamt.
Vom 10. Januar bis 28. März 2014 nach Mitternacht lief auf Fuji TV eine zweite Staffel mit 11 Folgen, sowie verzögert auch auf TV Shizuoka, Tōkai TV, Saga TV, TV Nishi-Nippon, Sakurambo TV, Akita TV, Kagoshima TV, TV Kumamoto, Fukushima TV, TV Shin-Hiroshima, TV Ehime, Sendai Hōsō, Niigata Sōgō TV, Kansai TV, Iwate Menkoi TV, Hokkaidō Bunka Hōsō und Okayama Hōsō. Die Regie übernahm Kotomi Deai.

### Synchronsprecher
| Rolle             | Japanische Stimme (Seiyū) |
| ----------------- | ------------------------- |
| Yūgo Hachiken     | Ryōhei Kimura             |
| Aki Mikage        | Marie Miyake              |
| Tamako Inada      | Ayahi Takagaki            |
| Keiji Tokiwa      | Masayuki Shōji            |
| Ichirō Komaba     | Tōru Sakurai              |
| Shingo Hachiken   | Katsuyuki Konishi         |
| Shinnosuke Aikawa | Nobunaga Shimazaki        |

### Musik
Die Musik der Serie wurde von Shūsei Murai komponiert. Für den Vorspann der ersten Staffel verwendete man Kiss you von miwa, der Abspann wurde mit Hello Especially von Sukima Switch unterlegt. Für die zweite Staffel wird im Vorspann Life von Fujifabric und im Abspann Oto no Naru Hō e (オトノナルホウヘ→) von Goosehouse verwendet.

## Realfilm
Die Firmen TBS und Wilco produzierten einen Realfilm auf Basis der Mangaserie. Regie führte Keisuke Yoshida und die Hauptrollen übernahmen Kento Nakajima (Yūgo Hachiken) und Alice Hirose (Aki Mikage). Premiere war in Japan am 7. März 2014.

## Rezeption
Hiromu Arakawa erhielt für den Manga 2012 den 58. Shōgakukan-Manga-Preis in der Kategorie Shōnen und den 5. Manga Taishō. Die Bände verkauften sich in Japan jeweils über 850.000 mal. Zum Januar 2013 hatten sich die Sammelbände insgesamt 6,5 Millionen Mal verkauft, was nach Ausstrahlung des Anime auf 12 Millionen Exemplare zum Oktober 2013 anstieg. 2014 waren 15 Millionen Bände verkauft.